# Objetivo de reducción de emisiones de carbono (Reino Unido)
El Objetivo de Reducción de Emisión de Carbono en el Reino Unido (anteriormente el Compromiso de Eficacia de la Energía) es un objetivo impuesto para los transportadores y proveedores de gas y electricidad bajo la Sección 33BC del Acto Gasista 1986 y Sección 41A del Acto de Electricidad de 1989, modificado por el Cambio de Clima y Acto de Energía Sostenible 2006.
El programa de Compromiso de Eficacia de Energía original 1 (2002–2005) requirió que todos los proveedores de electricidad y de gas con 15,000 clientes domésticos o más tuvieron que conseguir un ahorro de energía combinado de 62 TWh para 2005; ayudando a sus clientes a tomar medidas de eficiencia energética en sus hogares: los proveedores tenían que lograr al menos la mitad de sus ahorros de energía en los hogares con beneficios relacionados con los ingresos y créditos fiscales.
En la segunda fase del esquema Compromiso de Eficiencia Energética (2005-2008), los objetivos de ahorro de energía se elevaron a proveedores de 130 TWh, y aquí los proveedores con al menos 50.000 clientes domésticos (incluidas las licencias afiliadas) eran elegibles para una obligación.
La tercera fase (anteriormente conocida como Compromiso de Eficiencia Energética 3) se desarrolló originalmente de 2008 a 2011 y aumentó los objetivos anteriores a 154 MtC. Se publicó un documento de consulta junto con el Libro Blanco de Energía de 2007, y se solicitaron respuestas antes del 15 de agosto de 2007. El nuevo esquema está regulado por la Orden de Electricidad y Gas (Reducción de Emisiones de Carbono) de 2008 (S.I. 2008/188). En 2009, el gobierno del Reino Unido aumentó el objetivo de reducción de emisiones en un 20 % adicional hasta 185 MtC. En 2010, el Gobierno aumentó el objetivo a 293 MtC, que se logrará durante un período prolongado hasta finales de 2012 (ver Orden de Electricidad y Gas (Reducción de Emisiones de Carbono) (Enmienda) 2010: S.I.2010/1958).
A partir de 2013, el CERT será reemplazado por la Obligación de la Compañía de Energía (ECO).